# Эрнандес, Энрике
Энрике «Кике» Хавьер Эрнандес (исп. Enrique «Kike» Javier Hernández, 24 августа 1991, Сан-Хуан) — пуэрто-риканский бейсболист. В играх Главной лиги бейсбола выходил на поле на всех позициях, кроме кэтчера. Серебряный призёр Мировой бейсбольной классики 2017 года в составе сборной Пуэрто-Рико. Победитель Мировой серии 2020 года в составе «Лос-Анджелес Доджерс».

## Биография

### Ранние годы и начало карьеры
Кике родился 24 августа 1991 года в Сан-Хуане, старший из трёх детей в семье. Его отец, Энрике-старший, работал скаутом клуба Главной лиги бейсбола «Питтсбург Пайрэтс», мать управляла бутиком в Тоа-Баха. В бейсбол Эрнандес начал играть с шести лет. В составе детской команды он принимал участие в турнирах в Венесуэле и Доминиканской Республике. Позднее он играл за команду «Мидзуно», сформированную для подготовки молодых игроков. Эрнандес учился в школе при Американской военной академии в Гуайнабо. В 2009 году на драфте МЛБ он был выбран клубом «Хьюстон Астрос» в шестом раунде.
Профессиональную карьеру Эрнандес начал как игрок второй базы. В системе «Астрос» он дебютировал в возрасте семнадцати лет в Лиге Галф-Кост. В течение пяти лет он играл в различных фарм-клубах «Хьюстона». В сезоне 2014 года Энрике провёл 98 игр в AA- и AAA-лигах, отбивая в них с показателем 31,9 %. Первого июля 2014 года он дебютировал в Главной лиге бейсбола. Всего в регулярном чемпионате сыграл за клуб в 24 матчах на позициях аутфилдера и шортстопа. В конце июля в рамках обмена с участием шести игроков Эрнандес перешёл в «Майами Марлинс», за которых сыграл в восемнадцати матчах. В декабре «Марлинс» обменяли его в «Лос-Анджелес Доджерс».

### Лос-Анджелес Доджерс
Сезон 2015 года Энрике начал в ААА-лиге в составе «Оклахомы-Сити», в конце апреля был вызван в основной состав «Доджерс». Первые двадцать игр он провёл не слишком удачно, но затем начал действовать увереннее и выиграл борьбу за место основного центрфилдера команды у Джока Педерсона. Регулярный чемпионат Эрнандес завершил с показателем отбивания 30,7 %. В 2016 году он играл за «Доджерс» на шести различных позициях, стал третьим аутфилдером команды по числу передач, хотя сыграл в защите всего 350 2/3 иннингов. При этом эффективность Энрике в нападении снизилась, в играх регулярного чемпионата он отбивал с показателем всего 19,0 %. Он не попал в состав команды на Дивизионную серию плей-офф, но сыграл во втором раунде, где заработал три уока.
В феврале 2017 года он был включён в состав сборной Пуэрто-Рико на матчи Мировой бейсбольной классики, где команда в финале проиграла США. В регулярном чемпионате 2017 года атакующая эффективность Эрнандеса выросла до 21,5 %. При этом против питчеров-левшей он отбивал с показателем 27,0 %, а против правшей — только 15,4 %. В защите он выходил на поле на всех позициях, кроме питчера и кэтчера, допустил семь ошибок. В плей-офф Энрике сыграл результативнее, отбивая с показателем 32,0 % и набрав восемь RBI. Лучшей его игрой стал пятый матч Чемпионской серии Национальной лиги против «Чикаго Кабс», где Кике выбил три хоум-рана, в том числе один гранд-слэм, и набрал рекордные для серии семь RBI.
Сезон 2018 года Эрнандес начал плохо, но затем набрал форму и в августе и сентябре был одним из лучших отбивающих «Доджерс». На этом отрезке его показатель отбивания вырос с 21,4 % до 25,6 %. Команда снова вышла в плей-офф, но в этих матчах эффективность Энрике упала до 12,2 %. Также он подвергся критике после проигранного матча Чемпионской серии Национальной лиги с «Милуоки Брюэрс», обвинив болельщиков в недостаточной поддержке игроков. В 2019 году Кике сыграл за «Доджерс» в 130 матчах, отбивал с показателем 23,7 %, выбил 17 хоум-ранов и установил личный рекорд, набрав 64 RBI. В Дивизионной серии Национальной лиги «Лос-Анджелес» проиграл «Вашингтону», но он был одним из лучших бьющих команды с уоком, хоум-раном и тремя RBI. В сезоне 2020 года он принял участие в 48 матчах «Доджерс», большую часть времени действуя на второй базе и зарекомендовав себя как один из лучших оборонительных игроков лиги. В победном для клуба плей-офф Эрнандес отличился хоум-раном в седьмой игре Чемпионской серии Национальной лиги против «Атланты». После завершения сезона он получил статус свободного агента, и в начале февраля 2021 года подписал двухлетний контракт на 14 млн долларов с клубом «Бостон Ред Сокс».